# اتلبالد وسکس
اتلبالد (به انگلیسی: Ethelbald) (زادهٔ ۸۳۱ یا ۸۳۴ — درگذشتهٔ ۸۶۰) شاه ساکسون غربی (وسکس) از ۸۵۶ تا هنگام مرگش در دسامبر ۸۶۰ بود.

## زندگینامه
اتلبالد در ۸۳۱ یا ۸۳۴ زاده شد. او بزرگترین پسر زنده‌ماندهٔ اتلولف، شاه وسکس از همسر اولش آسبر بود. او در ۸۵۱ پدرش را در نبرد علیه دانمارکی‌ها همراهی کرد و با کمک یکدیگر موفق به شکست آنها در آکلیا شدند. اتلولف در ۸۵۶ برای زیارت به رم رفت و آلفرد، پسر کوچک و محبوبش را نیز همراه خود برد. در این مدت وسکس توسط شورای وزرا به رهبری مشترک اتلبالد، سنت سوئیتین، اسقف وینچستر و الستن، اسقف شربورن اداره می‌شد. ظن اتلبالد به جانشینی برادر کوچکش آلفرد سبب شد تا پیش از بازگشت پدرش به‌عنوان پادشاه جدید وسکس در کینگستون-اپان-تیمز تاجگذاری نماید.
اتلبالد همچون پدربزرگش اگبرت جنگجو و سرسخت بود و همین موضوع در مقایسه با پدر ملایم‌رفتارش عاملی شد تا بسیاری او را به پادشاه سالخورده ترجیح دهند. پس از بازگشت اتلولف، او که تمایلی به شروع یک جنگ داخلی نداشت پادشاهی پسرش و برکناریش از قدرت را پذیرفت.
اتلولف در ۸۵۸ درگذشت و اتلبالد در همان سال با مادرخوانده‌ٔ ۱۶ ساله‌اش جودیت، دختر شارل تاس، پادشاه فرانک غربی ازدواج کرد. اما این کار او خلاف قوانین کلیسا بود و همین امر سبب کاهش محبوبیت او در نزد آنان شد. از سوی دیگر شارل که این ازدواج را مایهٔ بدنامی دخترش می‌دانست او را مجبور به صومعه‌نشینی نمود. اما علی‌رغم این رسوایی، اتلبالد فرمانروایی محبوب باقی‌ماند و به شهرتش در نزد اذهان عمومی لطمه‌ٔ زیادی وارد نشد. او در ۲۰ دسامبر ۸۶۰ و پس از ۴ سال حکومت در شربورن واقع در دورست درگذشت.